# MaJoy
MaJoy är en kristen vokalgrupp från Skåne. Medlemmarna träffades i Kristianstad 1990. MaJoy består av sångarna Anders Mårtensson, Jill Nordin, Sara Ekdahl och Anette Eidenskog. De första åren och på de två första albumen skrev och medverkade pianisten Erland Sjunnesson, som senare ersattes av Ola Hedén på klaviatur. 
Gruppen var först aktiv under 1990-talet och gav ut tre studioalbum mellan åren 1994 och 1999, och turnerade förutom i Sverige även i Danmark, Finland, Norge, Tyskland och Schweiz. MaJoy hade därefter ett längre uppehåll, men har sedan återkommit med sporadiska spelningar tillsammans sedan 2015 då gruppen återuppstod, och släppte 2019 singeln Där du går.  Den 31 januari 2025 släpptes singeln Nu kan jag se. 
Sångerskan och låtskrivaren Jill Nordin har även gett ut musik under namnet Jill Nord. 2013 gav hon ut albumet Crowded Mind, och året därpå EPn Och jag Faller, där även Peter Hallstöm, Johan Lyander och Sven Lindvall medverkade.
2018 gav hon ut EPn Vaggvisa för sömnlös som Jill Nord Band. Hon startade även ett samarbete med musikern Staffan Brodén, och släppte 2020 singlarna Mitt i livet och Håll mig under namnet S T i L L. Sångerskan Sara Ekdahl är körledare i  gospelkören Act of Grace, och Anette Eidenskog är pastor.
Sångaren Anders Mårtensson medverkade med Elysion, och sjöng låten Golden Star som kom till andra chansen i Melodifestivalen 2006, och släppte sedan albumet Your own Fairy Tale på skivbolaget Naxos 2007.  Mårtensson gav 2020 ut EPn This is part of me som soloartist.

## Diskografi

### Studioalbum
- 1994 - Give Love  [Viva Records]
- 1996 - A Thousand Songs    [Viva Records]
- 1998 - Uncover the Truth     [Viva Records]
- 2011 - I've Found The Way - Greatest Hits   [Prodeum]